# Puerto Ángel, San Lucas Ojitlán
Puerto Ángel är en ort i Mexiko.   Den ligger i kommunen San Lucas Ojitlán och delstaten Oaxaca, i den sydöstra delen av landet, 300 km sydost om huvudstaden Mexico City. Puerto Ángel ligger 76 meter över havet och antalet invånare är 117.
Terrängen runt Puerto Ángel är platt åt nordost, men åt sydväst är den kuperad. Runt Puerto Ángel är det ganska glesbefolkat, med 39 invånare per kvadratkilometer. Närmaste större samhälle är Isla Soyaltepec, 18,4 km norr om Puerto Ángel. I omgivningarna runt Puerto Ángel växer i huvudsak städsegrön lövskog.